# Cardamine scutata
Cardamine scutata là một loài thực vật có hoa trong họ Cải. Loài này được Thunb. mô tả khoa học đầu tiên năm 1794.